# Hesa bint Salmán Ál Chalífa
Hesa bint Salmán Ál Chalífa (cca 1933 – 5. srpna 2009) byla členka bahrajnské královské rodiny.[zdroj?]

## Manželství a děti
Hesa bint Salmán byla královna manželka a vdova bývalého bahrajnského emíra Ísy bin Salmán Ál Chalífa, který vládl od roku 1961 až do své smrti roku 1999. Vzali se 8. května 1949. Byla matkou současného bahrajnského krále Hamada bin Ísá Ál Chalífa, nejstaršího syna páru.

## Aktivity
Hesa bint Salmán  se během svého života aktivně zapojovala do charitativních činností. Gulf Daily News, bahrajnské noviny, o ní hovořily jako o „průkopnici“ v prosazování humanitárních záležitostí v Bahrajnu i v zahraničí. Některé z jejích nejvýznamnějších projektů zahrnovaly péči o sirotky, pomoc rozvedeným nebo ovdovělým ženám a výstavbu nových mešit v Bahrajnu.

## Smrt a pohřeb
Hesa bint Salmán Ál Chalífa zemřela 4. srpna 2009 v paláci Ál-Sachír v Bahrajnu. Její pohřeb se konal 6. srpna 2009 ve Velké mešitě Ísy bin Salmána v Rifě v Bahrajnu. Zúčastnila se ho řada hodnostářů včetně jejího syna Hamada bin Ísá Ál Chalífa, Chalífy bin Hamad Ál Chalífa, Salmána bin Hamad bin Ísá Ál Chalífa a dalších mužských členů rodiny Ál Chalífa. Přítomni byli i další úředníci, diplomaté, poslanci a vládní ministři.

## Dědictví
Hamad bin Ísá Ál Chalífa oznámil, že má být jménem jeho matky založena nová charita. Cílem nové charitativní organizace bude podporovat věci, které v Bahrajnu prosazovala jeho matka.

## Patronáty
- Čestná předsedkyně Společnosti pro blaho dětí a matek
- Čestná předsedkyně Mezinárodní asociace žen